# Ștefan Șoldănescu
Ștefan Șoldănescu (n. 16 iulie 1863, Fălticeni - d. 22 noiembrie 1899, Iași) a fost un pictor român. A studiat la Școala de arte frumoase din Iași cu Gheorghe Panaiteanu-Bardasare și Emanoil Panaiteanu-Bardasare, cursuri pe care le-a frecventat între anii 1879-1884, apoi la München în perioada 1891 - 1895. A executat în special portrete și capete de expresie („Portret de bătrână”, „Un băiat italian”, „Portret de bătrân țăran”, „Portretul lui Alexandru Suțu voievod” ș.a.), în spiritul școlii müncheneze, apreciat în epocă, și de asemnea ilustrații de carte („Acte și fragmente cu privire la istoria românilor” de Nicolae Iorga, „Metodă nouă de scriere și citire pentru uzul clasei I primare” de Ion Creangă).

## Galerie

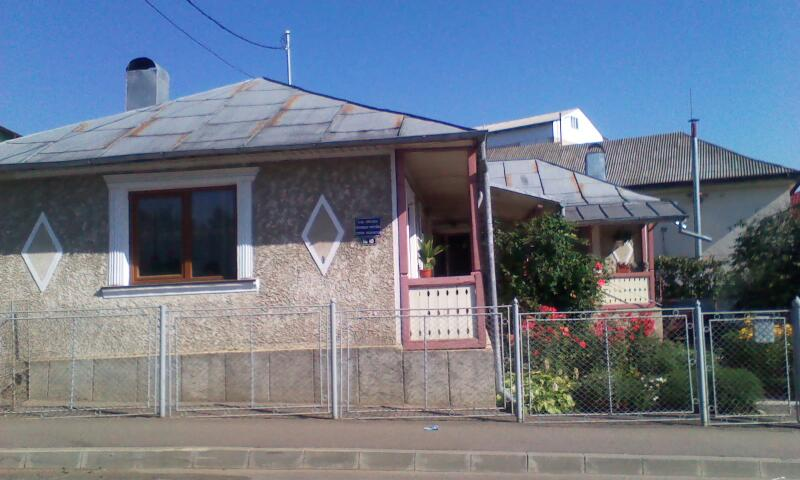
Casa pictorului
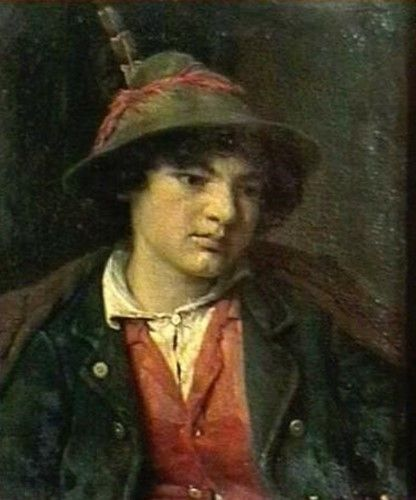
Un băiat italian -  München 1893